# Grote Prijs Raf Jonckheere 1987
De 37e editie van de Belgische wielerwedstrijd Grote Prijs Raf Jonckheere werd verreden op 27 juli 1987. De start en finish vonden plaats in Westrozebeke. De winnaar was Werner Devos, gevolgd door Yvan Lamote en Filip Van Vooren.

## Uitslag
| Grote Prijs Raf Jonckheere 1987 |                  |                     |      |
| Plaats                          | Naam             | Ploeg               | Tijd |
| Winnaar                         | Werner Devos     | Lucas-Arkel-Atlanta |      |
| 2                               | Yvan Lamote      | Hitachi-Marc        |      |
| 3                               | Filip Van Vooren | ADR-Fangio-IOC-MBK  |      |

1951 · 1952 · 1953 · 1954 · 1955 · 1956 · 1957 · 1958 · 1959 · 1960 · 1961 · 1962 · 1963 · 1964 · 1965 · 1966 · 1967 · 1968 · 1969 · 1970 · 1971 · 1972 · 1973 · 1974 · 1975 · 1976 · 1977 · 1978 · 1979 · 1980 · 1981 · 1982 · 1983 · 1984 · 1985 · 1986 · 1987 · 1988 · 1989 · 1990 · 1991 · 1992 · 1993 · 1994 · 1995 · 1996 · 1997 · 1998 · 1999 · 2000 · 2001 · 2002 · 2003 · 2004 · 2005 · 2006 · 2007 · 2008 · 2009 · 2010 · 2011 · 2012 · 2013 · 2014 · 2015 · 2016 · 2017 · 2018 · 2019 · 2020 · 2021 · 2022